# Casa Oleguer Juncosa
La Casa Oleguer Juncosa és un edifici situat als carrers de les Heures i d'en Rauric de Barcelona. Com que no està catalogat, li correspon la categoria D (bé d'interès documental), atorgada per defecte a tots els edificis del districte de Ciutat Vella.

## Història i descripció
A finals del 1861, el xocolater Oleguer Juncosa i Arús va demanar permís per a reconstruir les cases del carrer d'en Rauric, 18 i de les Heures, 4-6, segons el projecte de l'arquitecte Josep Simó i Fontcuberta, i posteriorment, la del carrer d'en Rauric, 16 i de les Heures, 8-10. Als baixos i soterrani es va instal·lar un cafè i una sala de billar, regentats pel mateix Juncosa, i més tard per Frederic Besacier.
El 12 de febrer del 1863 s'hi va inaugurar la Fonda de Catalunya, que el 25 de febrer del 1892 va passar a ser regentada pels germans Dellassetti. En aquesta època, el propietari de la finca era el comerciant Joan Sanpera i Torras, que el 1894 va demanar permís per a col·locar persianes metàl·liques enrotllables a les portes de la planta baixa.

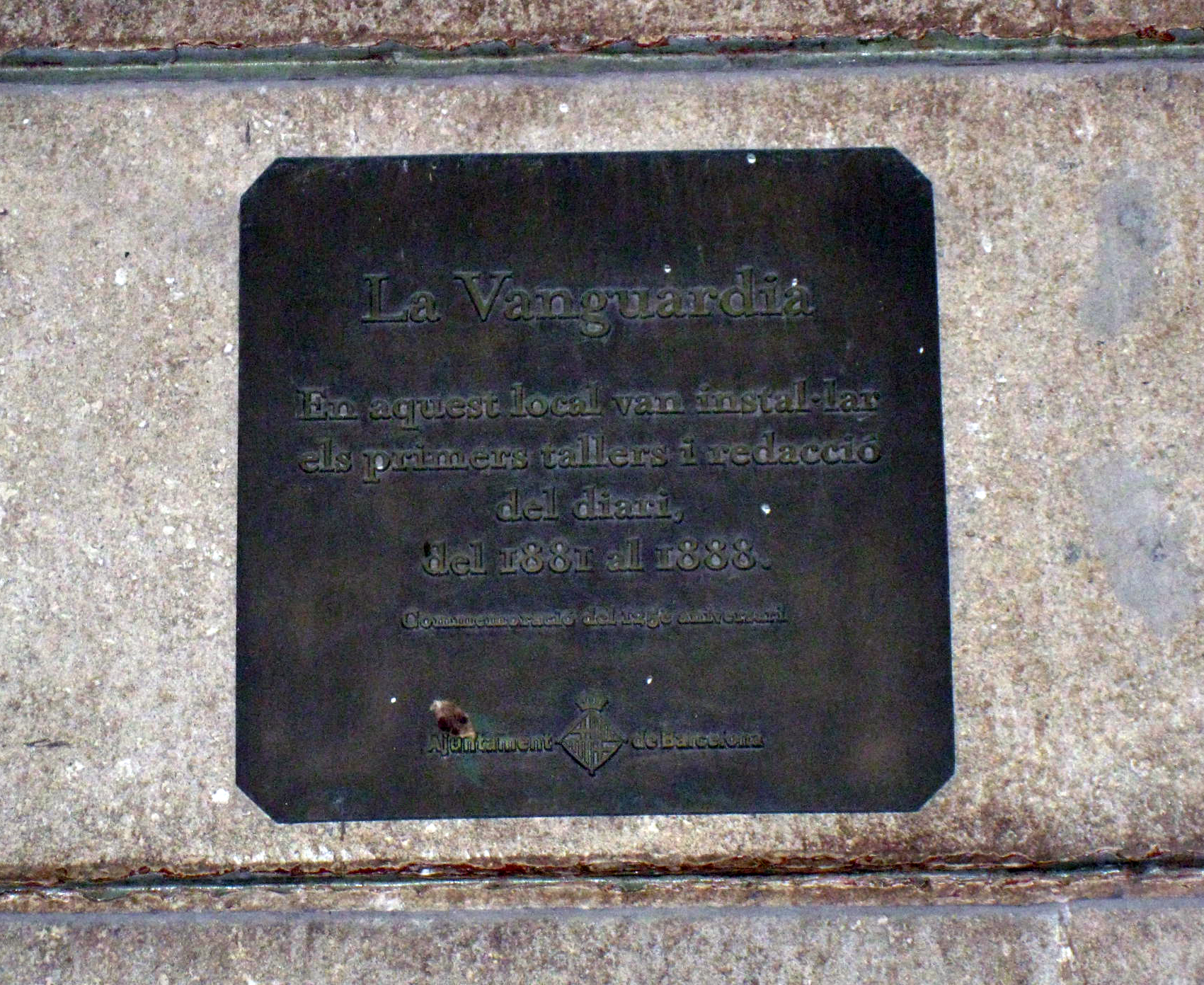
Placa commemorativa de La Vanguardia

Tal com ho testimonia una placa commemorattiva, entre 1881 i 1888 hi hagué la seu del diari La Vanguardia, succeït per la impremta dels germans Fiol.
El 1982, es va instal·lar al lloc del cafè la sala musical Sidecar, regentada per Roberto Tierz. Aquest es va jubilar el 2024 i va traspassar el local, reobert pels nous propietaris com a Club Sauvage.